# Duvivieria paradoxa
Duvivieria paradoxa is een keversoort uit de familie bladkevers (Chrysomelidae). De wetenschappelijke naam van de soort werd in 1823 gepubliceerd door Johan Wilhelm Dalman.